# Leauț, Hunedoara

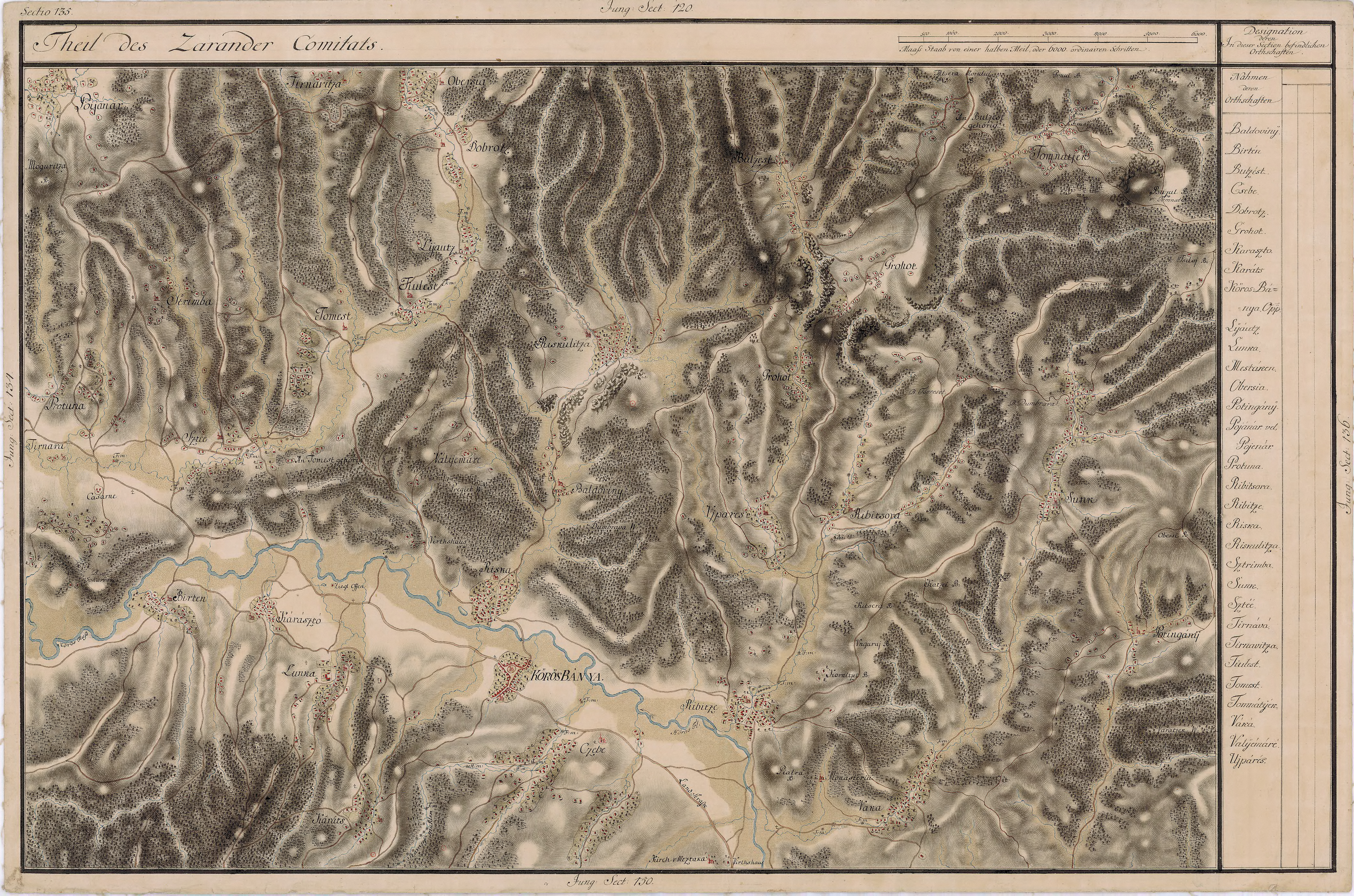
Leauț în Harta Iosefină a Transilvaniei, 1769-73

Leauț este un sat în comuna Tomești din județul Hunedoara, Transilvania, România.

## Vezi și
- Biserica Sfinții Arhangheli din Leauț

## Galerie de imagini

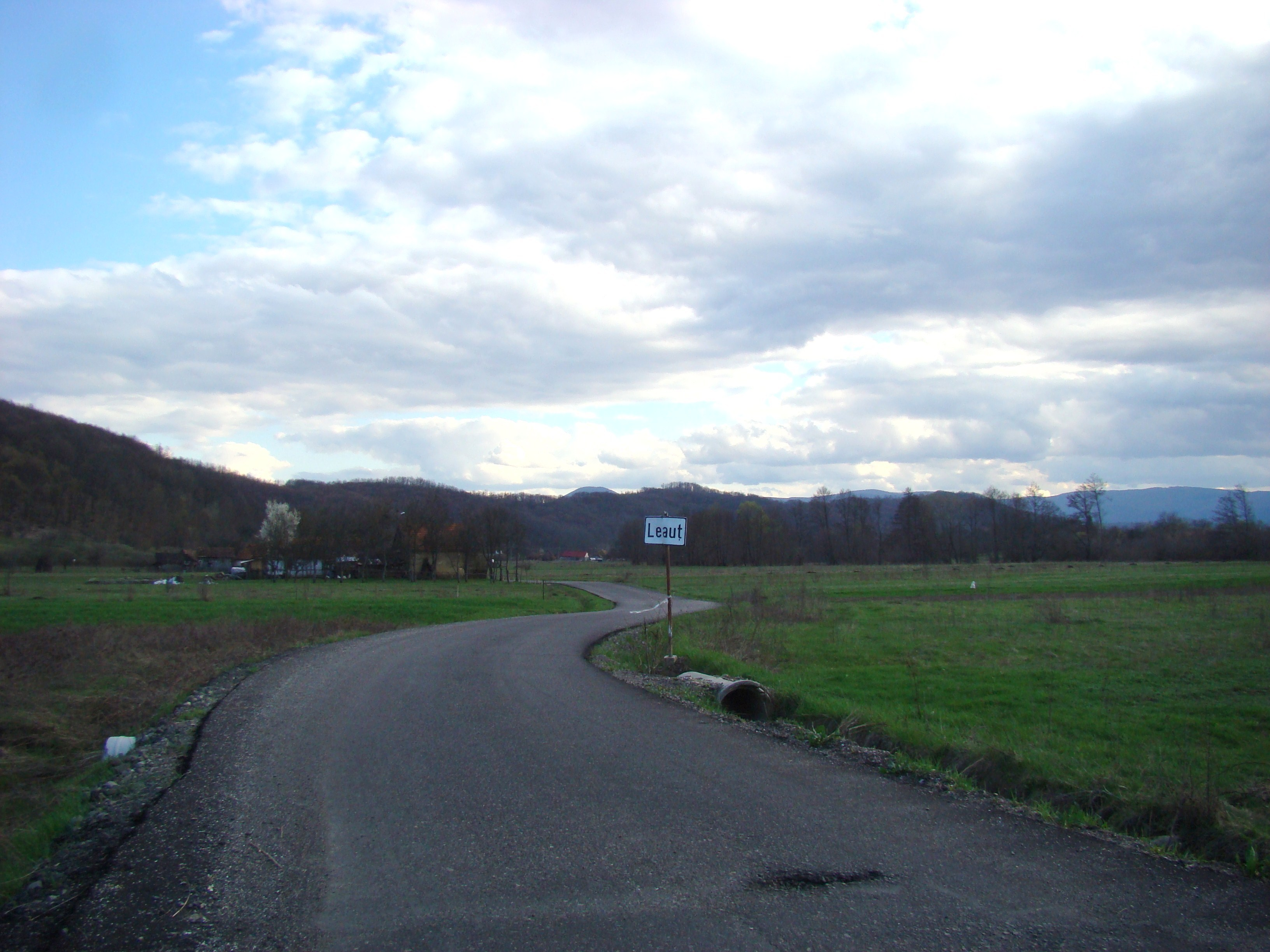
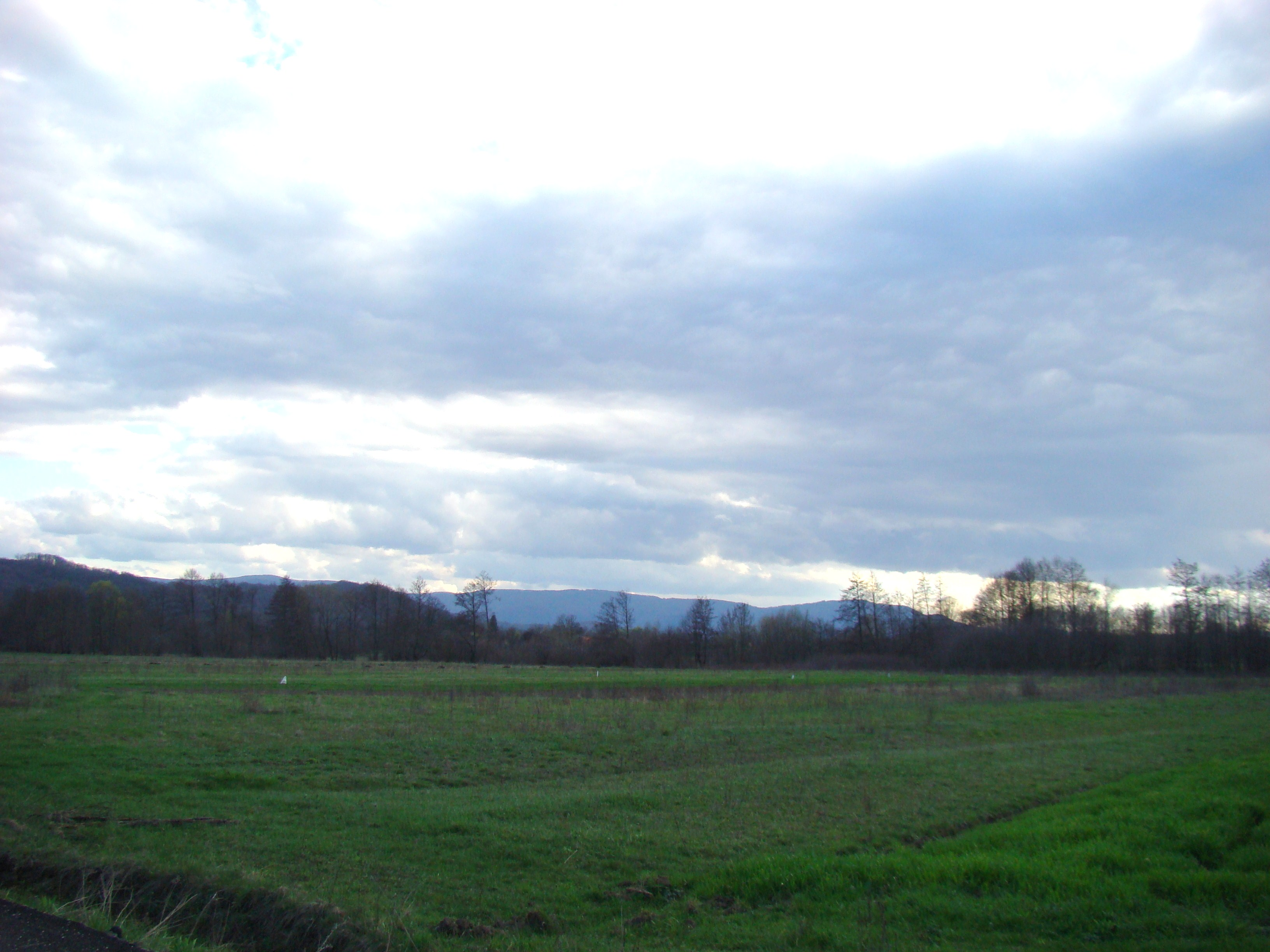
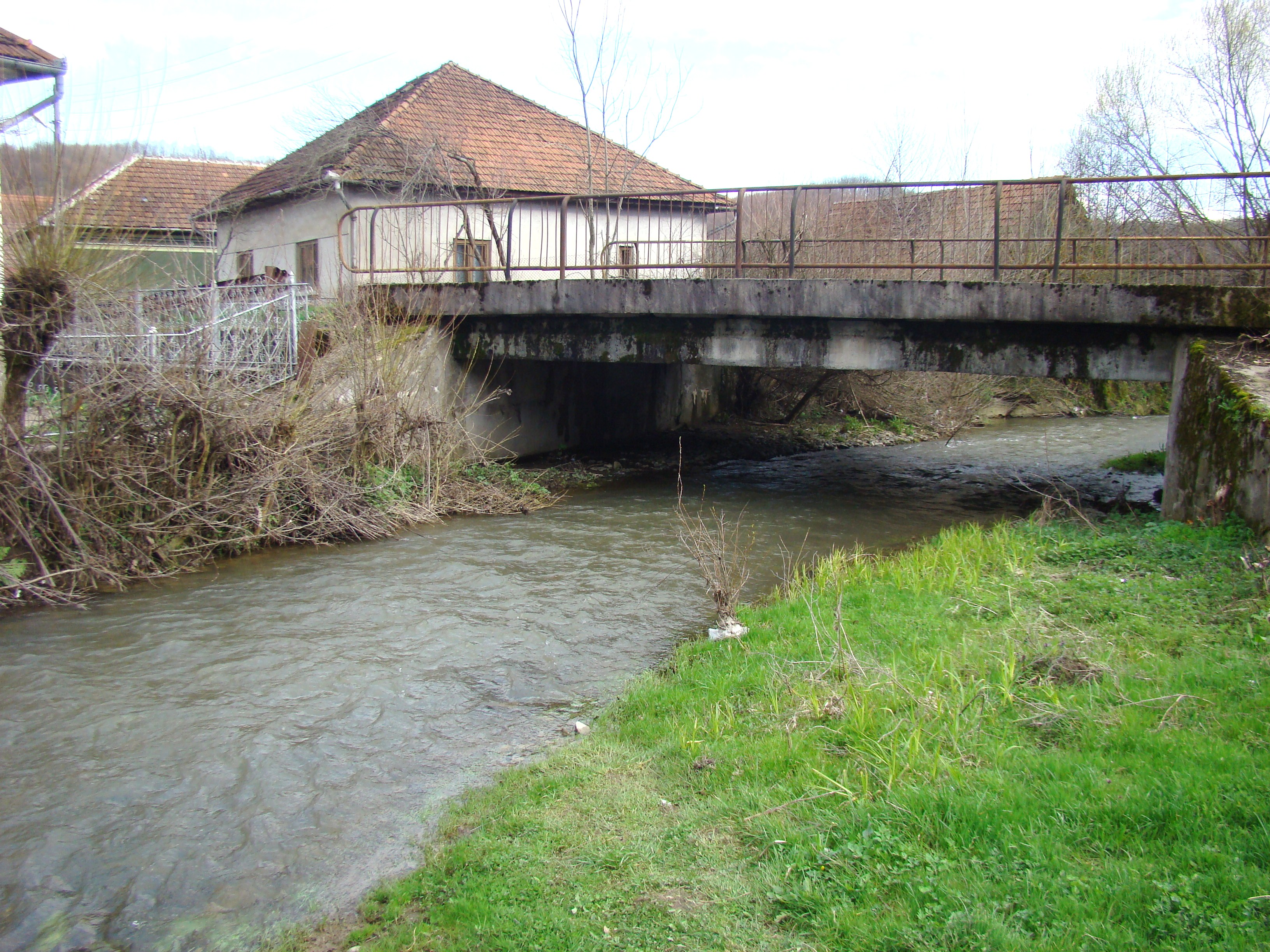
Râul Obârșa
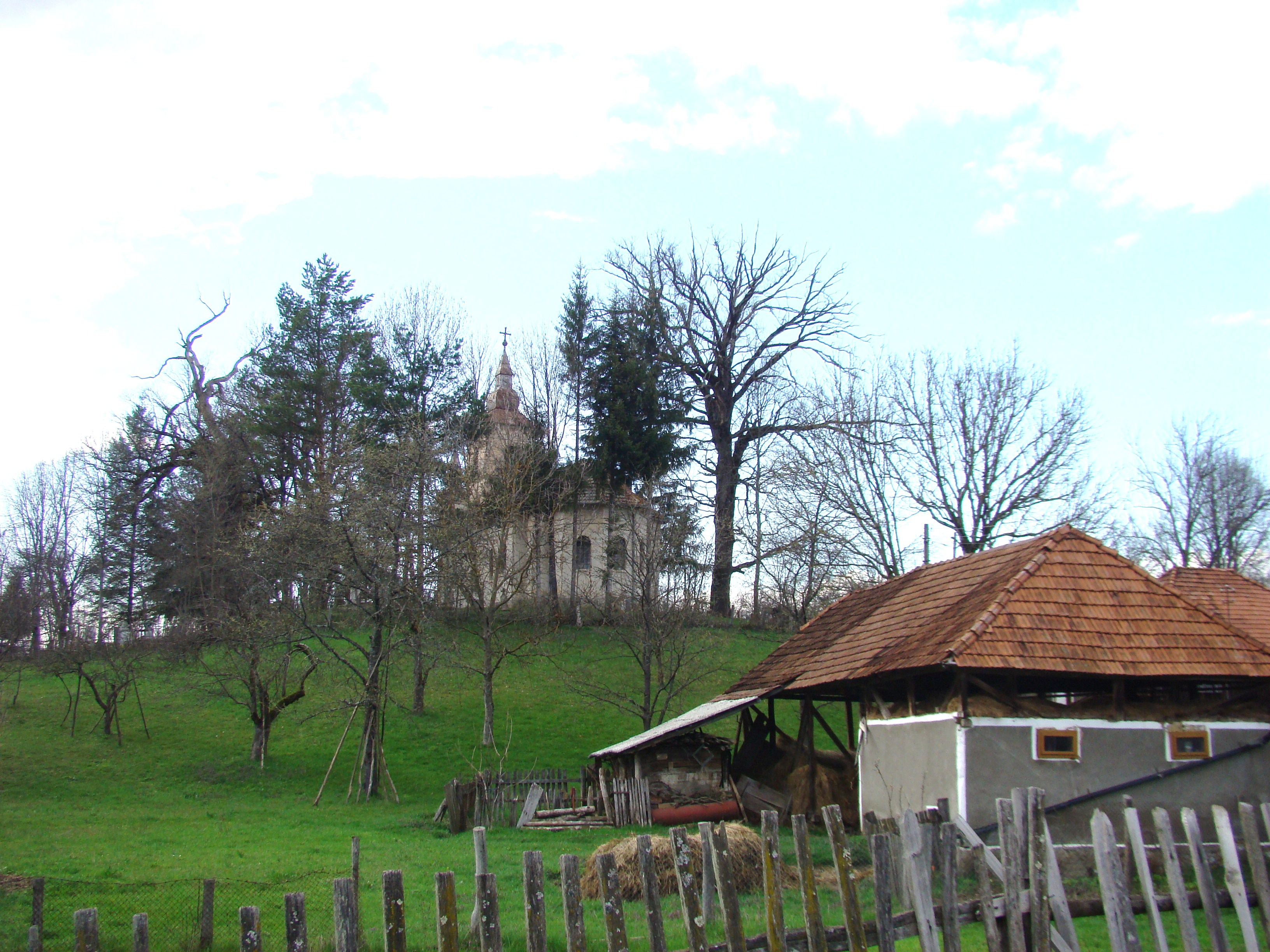